# Bror Brenner
Bror Benedictus Bernhard Brenner (17. juli 1855 i Vyborg - 17. april 1923 smst) var en finsk sejler som deltog i OL 1912 i Stockholm.
Brenner vandt en sølvmedalje i sejlsport under OL 1912 i Stockholm. Han kom på en andenplads i 10-meter klassen i båden Nina. 